# Disfraz de cerdo
El Disfraz de Cerdo es uno de los iconos de la saga de terror Saw y ya se ha convertido en uno de los iconos del propio género también.

## Características
El Disfraz de Cerdo es una creación original de los diseñadores de Saw. En la ficción, es un disfraz que el asesino Jigsaw, Amanda o Hoffman (sus aprendices) se ponen para secuestrar a sus víctimas.

## Origen
Su origen se nos cuenta a modo de flashback en Saw IV. Jigsaw secuestra a Cecil (el hombre que asesinó a su hijo Gideon) en medio de un gran carnaval chino del Año del Cerdo. Cecil está allí para robar pequeños artilugios, pero Jigsaw toma dos máscaras de cerdos y a una de ellas le mete un pañuelo bañado en cloroformo. A continuación, se pone una de las máscaras y ataca por detrás a Cecil colocándole la máscara con el pañuelo, durmiéndolo.

## Descripción Física
El disfraz consta de una máscara de cerdo (no se sabe si Jigsaw la hizo de un animal disecado o si simplemente es de cuero) con una maraña de pelos en su cabeza. Además, Jigsaw y/o sus aprendices se ponen una gran capucha negra y roja para atacar por la espalda.
Posiblemente fue extraída de una animal real, ya que en la tercera película, es posible ver en la trampa de la caldera en la que estaba el Juez Halden, cómo se trituran cerdos con la misma apariencia del de la máscara del disfraz que usa Jigsaw.
Aunque en Saw IV usa una máscara parecida cuando secuestra a su primera víctima, en vísperas de la entrada de año del cerdo (horóscopo chino), tomando una de un puesto de recuerdos.

## Apariciones
El disfraz aparece en todas las películas de la saga, dando los mejores sustos. Su aparición más destacada es en el apartamento de Adam donde Amanda le da el susto de su vida.
- Datos: Q5808434